# Sidarka Núñez
Sidarka De Los Milagros Núñez est une joueuse de volley-ball dominicaine née le 25 juin 1984 à Saint-Domingue. Elle mesure 1,85 m et joue au poste de réceptionneuse-attaquante. Elle totalise 234 sélections en équipe de République dominicaine.

## Clubs
| Club                         | De        | À         |
| ---------------------------- | --------- | --------- |
| Liga Juan Guzman             | 1997-1998 | 1998-1999 |
| Naco                         | 2000-2000 | 2000-2000 |
| Deportivo Nacional           | 2001-2001 | 2001-2001 |
| Los Prados                   | 2002-2002 | 2002-2002 |
| Bameso                       | 2004-2004 | 2004-2004 |
| Liga Juan Guzman             | 2005-2005 | 2005-2005 |
| Ageo Medics                  | 2007-2008 | 2007-2008 |
| Deportivo Nacional           | 2008-2008 | 2008-2008 |
| Hitachi Sawa Rivale          | 2008-2009 | 2008-2009 |
| Mirador                      | 2010-2010 | 2010-2010 |
| Indias de Mayagüez           | 2011-2011 | 2011-2011 |
| CV Universidad César Vallejo | 2012-2013 | …         |

## Palmarès

### Équipe nationale
- Coupe panaméricaine
  - Vainqueur : 2008.
  - Finaliste : 2005, 2011, 2013.
- Jeux d'Amérique centrale et des Caraïbes
  - Vainqueur : 2002.

### Distinctions individuelles
- Coupe panaméricaine de volley-ball féminin 2008: MVP.